# Río Salado (México)
El río Salado también conocido como el río Hueypoxtla, es una corriente de agua que corre por los estados de México e Hidalgo en México. Recibe los aportes del Gran Canal de desagüe de la Ciudad de México pasando por los túneles de Tequixquiac, hasta su confluencia con el río Tula. En esta subcuenca se tienen construidas las presas derivadoras: EI Refugio, Tlamaco, Tablón, Las Cadenas, Artículo 27, Ajacuba y Juandhó.

## Geografía
Tiene sus orígenes en el parteaguas del Arroyo Tenguedhó, en la Sierra de Tezontlalpan; en el cerro El Epazote a unos 3000 m s. n. m., iniciándose con curso norte para después describir una curva hacia el oriente y pasar por las inmediaciones de Tianguistongo; donde cambia al suroeste, pasa por Santa María Ajoloapan y Hueypoxtla; en este último sitio toma el nombre de río Hueypoxtla, cambia su curso a poniente, pasa por Tlapanaloya y llega a Tequixquiac. Un kilómetro al noreste de Tequixquiac recibe aguas por margen izquierda del túnel viejo de Tequixquiac, a unos 2200 m s. n. m.
En esta confluencia cambia de nombre a  río Salado, un kilómetro aguas abajo recibe aportaciones del túnel nuevo de Tequixquiac. Conserva un curso general nornoroeste pasando por Apaxco de Ocampo, entrando en el estado de Hidalgo, pasando por Atotonilco de Tula, Atitalaquia, Tlaxcoapan y Tlahuelilpan. Hasta desembocar en el río Tula, 2 km al noroeste de Tezontepec de Aldama a unos 2000 m s. n. m.

## Historia
En  1607 se inician las obras del Tajo de Nochistongo, a fin de drenar el lago de Zumpango e interceptar el río Cuautitlán, para dirigir sus aguas hacia el río Tula; pero la capacidad fue insuficiente y no disminuyó el volumen de agua requerido. Finalmente se construyó el Gran canal de desagüe de la Ciudad de México, el 17 de marzo de 1900 fue inaugurado oficialmente por el presidente Porfirio Díaz. Este en vez de usar el Tajo de Nochistongo, mando sus aguas al Túnel de Tequixquiac (viejo túnel).
El nuevo túnel de Tequixquiac se comenzó a construir el 1 de julio de 1937 por la Comisión Coordinadora de Obras del Valle de México. En 1946, después de ser supervisada la obra por el propio presidente de la República Manuel Ávila Camacho se considera concluida. De septiembre de 1947 a mayo de 1948 se puso a funcionar, dando paso a la reparación de viejo túnel.
El 8 de septiembre de 2021, en Tlahuelilpan y en Tezontepec de Aldama, se desbordó el río; y el nivel del agua alcanzó hasta un metro. También se dañó el puente que comunica a las localidades de Tlaxcoapan y Doxey, por lo que fue clausurado.